# Lluquetes
Les Lluquetes és el nom donat a dues germanes pessebristes de Tortosa durant el segle xix i XX, Pepa i Francesca Grifoll Puell. Francesca es feia càrrec de modelar les figures, mentre que Pepa era l'encarregada d'encarnar-les. Les dues van agafar gran fama a Tortosa i van treballar fins que van ser ben grans
Filles del paleta Josep Jacint Grifoll Castells (Tortosa, 05/09/1826 – 09/09/1882), conegut amb el malnom d'en Lluquet, va ser qui va iniciar l'activitat de fer figures de pessebre després de veure com un italià desenvolupava la venda ambulant a Tortosa de figures de Betlem,es va posar a modelar figuretes per a ajudar en l'economia familiar que estava composta pels seus 10 fills, durant el temps lliure que tenia. Després de treballar al barri de Santa Clara va establir el seu obrador al carrer Providència 18, del barri del Rastre de Tortosa que va estar actiu fins a l'any 1936. Any que es van destruïts la majoria dels motlles durant la Guerra Civil Espanyola.
Es poden distingir dues èpoques: la primera amb figures amb vestimenta popular del segle xix, on el referent són la gent de Tortosa i de l'Ebre, les pageses van amb gipó, mocadors al cap, faldilles llargues i acampanades i ells amb faixa, jupetí i calces ample i, una segona, amb vestimentes de tipus hebraic. Sovint aquestes figures portaven ornamentació vegetal natural o diferents materials manufacturats com el coto, cordill o filferro. Els experts destaquen el realisme de les figures amb cura pels detalls que permet distingir els complements i identificar-los com de les Terres de l'Ebre.
Les seves figures són d'argila cuita, fetes amb motlle i pintades després de ser cuites, la majoria de les mateixes a l'interior porten fils de plom per reforçar les extremitats. Els colors no són vius i sols apareix el daurat en les corones dels Reis. Destaquen per dues característiques : les retines dels ulls de les figures són exageradament grans i els colls de les ovelles són anormalment llargs.